# Campeonato Sul-Mato-Grossense Série B 2021
In 2021 werd het 22ste Campeonato Sul-Mato-Grossense Série B gespeeld voor voetbalclubs uit de Braziliaanse staat Mato Grosso do Sul. De competitie werd georganiseerd door de FFMS en werd gespeeld van 12 tot 30 december. Naviraiense werd kampioen.

## Eerste fase
| Plaats | Club           | Wed. | W | G | V | Saldo | Ptn. |
| ------ | -------------- | ---- | - | - | - | ----- | ---- |
| 1.     | Naviraiense    | 6    | 5 | 0 | 1 | 18:3  | 15   |
| 2.     | Coxim          | 6    | 3 | 0 | 3 | 8:8   | 9    |
| 3.     | Moreninhas     | 6    | 2 | 1 | 3 | 13:13 | 7    |
| 4.     | Pontaporanense | 6    | 1 | 1 | 4 | 8:23  | 4    |

|  | Kampioen, promotie naar Série A 2022 |
|  | Promotie naar Série A 2022           |

### Kampioen
| Campeonato Sul-Mato-Grossense de 2021 - Série B |
| Mato Grosso do Sul                              |
| ----------------------------------------------- |
| NAVIRAIENSE Kampioen (2° titel)                 |